# Erich Straßner
Erich Straßner (* 17. April 1933 in Treuchtlingen; † 7. Mai 2012 in Mössingen) war ein deutscher Linguist und Medienwissenschaftler. Bis 2001 lehrte er als Professor an der Neuphilologischen Fakultät der Eberhard-Karls-Universität Tübingen. Sein wissenschaftlicher Arbeitsschwerpunkt war die Medienlinguistik und die Sprachgeschichte des Deutschen, wobei er unter anderem zum Sprachgebrauch während der NS-Diktatur forschte. Er war Mitherausgeber des dreibändigen Standardwerks Medienwissenschaft. Ein Handbuch zur Entwicklung der Medien und Kommunikationsformen (de Gruyter, 1999–2002) und Begründer des Fachbereichs Medienwissenschaften und Journalismus in Tübingen.

## Schriften
- Aufgabenfeld Sprache im Deutschunterricht. Zur Wandlung sprachdidaktischer Konzepte zwischen 1945 und 1975 (= Tübinger Beiträge zur Linguistik, Bd. 77). Narr, Tübingen 1977, ISBN 3-87808-077-8.

- Graphemsystem und Wortkonstituenz. Schreibsprachliche Entwicklungstendenzen vom Frühneuhochdeutschen zum Neuhochdeutschen untersucht an Nürnberger Chroniktexten (= Hermaea, N.F., Bd. 39). Niemeyer, Tübingen 1977, ISBN 3-484-15035-1 (Habilitationsschrift Universität Erlangen-Nürnberg).

- Schwank. 2. Aufl. Metzler, Stuttgart 1978, ISBN 3-476-12077-5.

- Fernsehnachrichten. Eine Produktions-, Produkt- und Rezeptionsanalyse (= Medien in Forschung + Unterricht, Ser. A, Bd. 8). Niemeyer, Tübingen 1982, ISBN 3-484-34008-8.

- Ideologie – Sprache – Politik. Grundfragen ihres Zusammenhangs (= Konzepte der Sprach- und Literaturwissenschaft. Bd. 37). Niemeyer, Tübingen 1987, ISBN 3-484-22037-6.
- (zus. mit Hans-Jürgen Bucher): Mediensprache, Medienkommunikation, Medienkritik. Narr, Tübingen 1991, ISBN 3-8233-4109-X-
- Deutsche Sprachkultur. Von der Barbarensprache zur Weltsprache. Niemeyer, Tübingen 1995, ISBN 3-484-73038-2.
- Zeitschrift (= Grundlagen der Medienkommunikation, Bd. 3). Niemeyer, Tübingen 1997, ISBN 3-484-37103-X.
- Zeitung (= Grundlagen der Medienkommunikation, Bd. 2). Niemeyer, Tübingen 1999, ISBN 3-484-37102-1.
- Journalistische Texte (= Grundlagen der Medienkommunikation. Bd. 10). Niemeyer, Tübingen 2000, ISBN 3-484-37110-2.
- Text-Bild-Kommunikation – Bild-Text-Kommunikation (= Grundlagen der Medienkommunikation. Bd. 13). Niemeyer, Tübingen 2002, ISBN 3-484-37113-7.